# غويدو غرونهيد
غويدو غرونهيد (بالألمانية: Guido Grünheid) مواليد 25 أكتوبر 1982 في ينا، هو لاعب كرة سلة ألماني. بدأ مسيرته الاحترافية في سنة 1997. يحمل الرقم 13. يبلغ طوله 6 قدم 10 بوصة (2.1 م).

## المسيرة الاحترافية
لعب مع ألبا برلين في الدوري الألماني من سنة 2002 إلى 2005، ثم لعب مع راين ستارز كولن من سنة 2005 إلى 2008، ثم لعب مع أرتلاند دراغونز في الدوري الألماني من سنة 2011 إلى 2015.

## الإنجازات
- الدوري الألماني لكرة السلة (4): 2001، 2002، 2003، 2006

## روابط خارجية
- غويدو غرونهيد على موقع الاتحاد الدولي لكرة السلة (الإنجليزية)
- غويدو غرونهيد على موقع الدوري الأوروبي لكرة السلة (الإنجليزية)
- غويدو غرونهيد على موقع كرة السلة الأوروبية.كوم (الإنجليزية)
- غويدو غرونهيد على موقع ريلجم (الإنجليزية)
- غويدو غرونهيد على موقع بروبوليرز (الإنجليزية)
- غويدو غرونهيد على موقع سبورتس رفرنس (الإنجليزية)